# Мельник, Мария Борисовна
Мария Борисовна Мельник (род. 2 мая 1979, Рыбница, Молдавская ССР, СССР) — государственный деятель Приднестровской Молдавской Республики. Министр юстиции Приднестровской Молдавской Республики с 24 по 30 января 2012 (и. о. 5—24 января 2012). Председатель Арбитражного суда Приднестровской Молдавской Республики с 1 февраля 2012 по 25 января 2017.

## Биография
Родилась 2 мая 1979 в городе Рыбница Молдавской ССР.

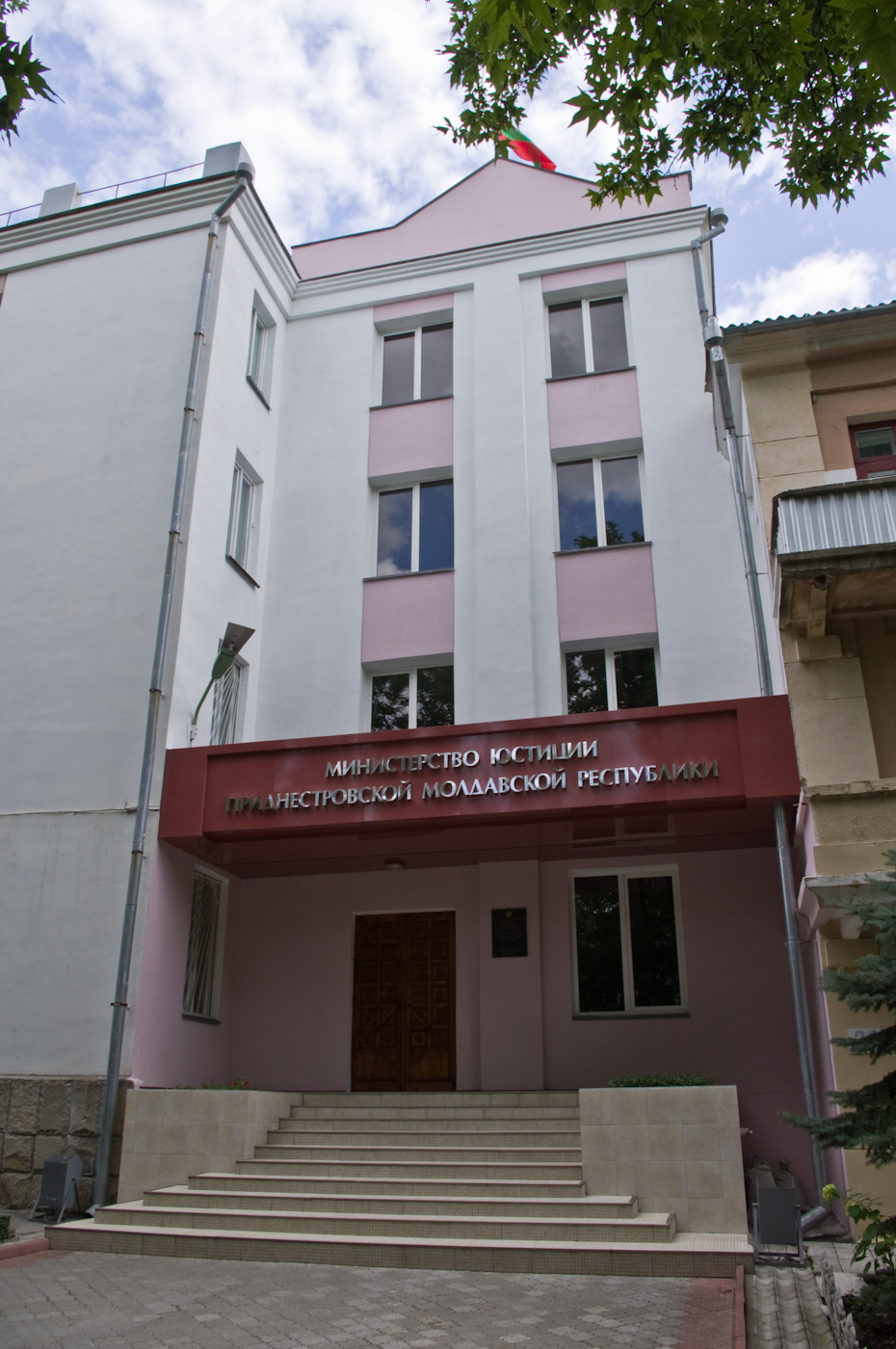
Министерство юстиции ПМР

### Образование
В 1996 поступила в Приднестровский государственный университет имени Т. Г. Шевченко. В 2001 окончила университет по специальности  «юриспруденция».

### Трудовая деятельность
С декабря 1997 по март 1999 — работала в Акционерном обществе закрытого типа референтом, затем юрисконсультом.
С июнь по декабрь 2000 — главный специалист (пресс-секретарь) Государственного Комитета стандартизации, сертификации и метрологии Приднестровской Молдавской Республики.
С 29 января 2000 по 4 июня 2001 — главный специалист Республиканского Агентства интеллектуальной собственности Министерства юстиции Приднестровской Молдавской Республики.
С 2001 по 2003 — главный специалист, заместитель заведующего отделом актов законодательства и правового анализа Комитета по вопросам законодательства Верховного совета Приднестровской Молдавской Республики.
С 2003 по 2004 — юрисконсульт в «ГАЗ ОРТ».
С 28 сентября 2004 по 24 января 2006 — юрист ООО «Тираспольская Инвестиционная Строительная Компания».
С 25 января 2006 по 22 декабря 2009 — начальник правового отдела и заместитель Руководителя Аппарата Верховного Совета Приднестровской Молдавской Республики.
С 22 декабря 2009 по 30 декабря 2011 — секретарь Центральной избирательной комиссии Приднестровской Молдавской Республики.
С 30 декабря 2011 по 24 января 2012 — советник Президента Приднестровской Молдавской Республики по правовым вопросам.
С 24 по 30 января 2012 — министр юстиции Приднестровской Молдавской Республики, до этого с 5 по 24 января 2012 исполняющая обязанности министра. Освобождена от должности министра юстиции в связи с переходом на должность председателя Арбитражного суда Приднестровской Молдавской Республики.
С 1 февраля 2012 — судья Арбитражного суда Приднестровской Молдавской Республики, а с 1 февраля 2012 по 25 января 2017 — Председатель Арбитражного суда .

## Классный чин
- Высший квалификационный класс судьи[6].

## Награды
- Медаль «За  отличие в труде» (2008)[7]
- Заслуженный юрист Приднестровской Молдавской Республики (2013)[8]